# NGC 6088B
NGC 6088B (другие обозначения — MCG 10-23-30, ZWG 298.13, KCPG 485A, PGC 57384) — галактика в созвездии Дракон.
Этот объект входит в число перечисленных в оригинальной редакции «Нового общего каталога».